# Anthostomella petrinenesis
Anthostomella petrinenesis är en svampart som beskrevs av Dulym., P.F. Cannon & Peerally 1998. Anthostomella petrinenesis ingår i släktet Anthostomella och familjen kolkärnsvampar.   Inga underarter finns listade i Catalogue of Life.